# Морозівський вугільний розріз
Морозівський вугільний розріз — недіючий вугільний кар'єр в Олександрійському районі Кіровоградської області, поблизу селища Пантаївка. Працював із 1970 по 2009 рік. Належав компанії «Олександріявугілля». Після закриття кар'єр заповнився ґрунтовими водами.

## Розташування та опис
Морозівський вугільний розріз лежить неподалік від автошляху E50 між Олександрією й Кропивницьким, між селищами Новоселівка, Пантаївка та селом Морозівка.
Являє собою затоплений ґрунтовими водами кар'єр у формі літери Г довжиною 6 км.

## Історія
Видобуток бурого вугілля відкритим способом в Морозівському кар'єрі вівся з 1970 року.
У 1976 році Морозівський вугільний розріз увійшов до складу найбільшого підприємства Дніпровського буровугільного басейну — «Олександріявугілля».
Тут пустили в дію гігантські машини й пристрої. Наприклад, роторний екскаватор на крокуючо-рейковому ходу ЕРШР-1600 вагою близько 4000 тонн — одна з найбільших за розмірами машин такого типу в світі. Береги кар'єру були з'єднані транспортно-відвальним 300-метровим мостом, трофейним, виробленим у Німеччині, де він працював аж з 1929 року.
У свої найкращі часи в кар'єрі видобували близько 10 млн тонн вугілля на рік, на ньому працювало 15 тисяч осіб.
Через фінансові проблеми підприємства в 2009 році роботи в кар'єрі припинилися.

## Сучасність
Після 2009 року кар'єр не експлуатують.
На місці видобутку залишилася покинута гігантська техніка, завдяки чому Морозівський кар'єр став одним із двох «кладовищ екскаваторів» у Олександрійському районі (інше — Костянтинівський вугільний розріз). Але більша частина цієї техніки вже зникла під водою, адже розріз поступово затоплюється ґрунтовими водами, а частина була розібрана та викрадена «чорними» шукачами металу. Хоча кар'єр і охороняється, через великий розмір об'єкта його периметр не огороджений.
Вода в кар'єрі піднялася вже більше, ніж на двадцять метрів. ЇЇ бірюзовий колір свідчить про значну глибину водойми та її чистоту. Схили в деяких місцях є небезпечними через осипання.
Морозівський вугільний розріз увійшов до числа 7 найцікавіших «сталкерських» об'єктів (тобто об'єктів, привабливих для екстремального промислового туризму) України за версією сайту «Insider».

## Галерея

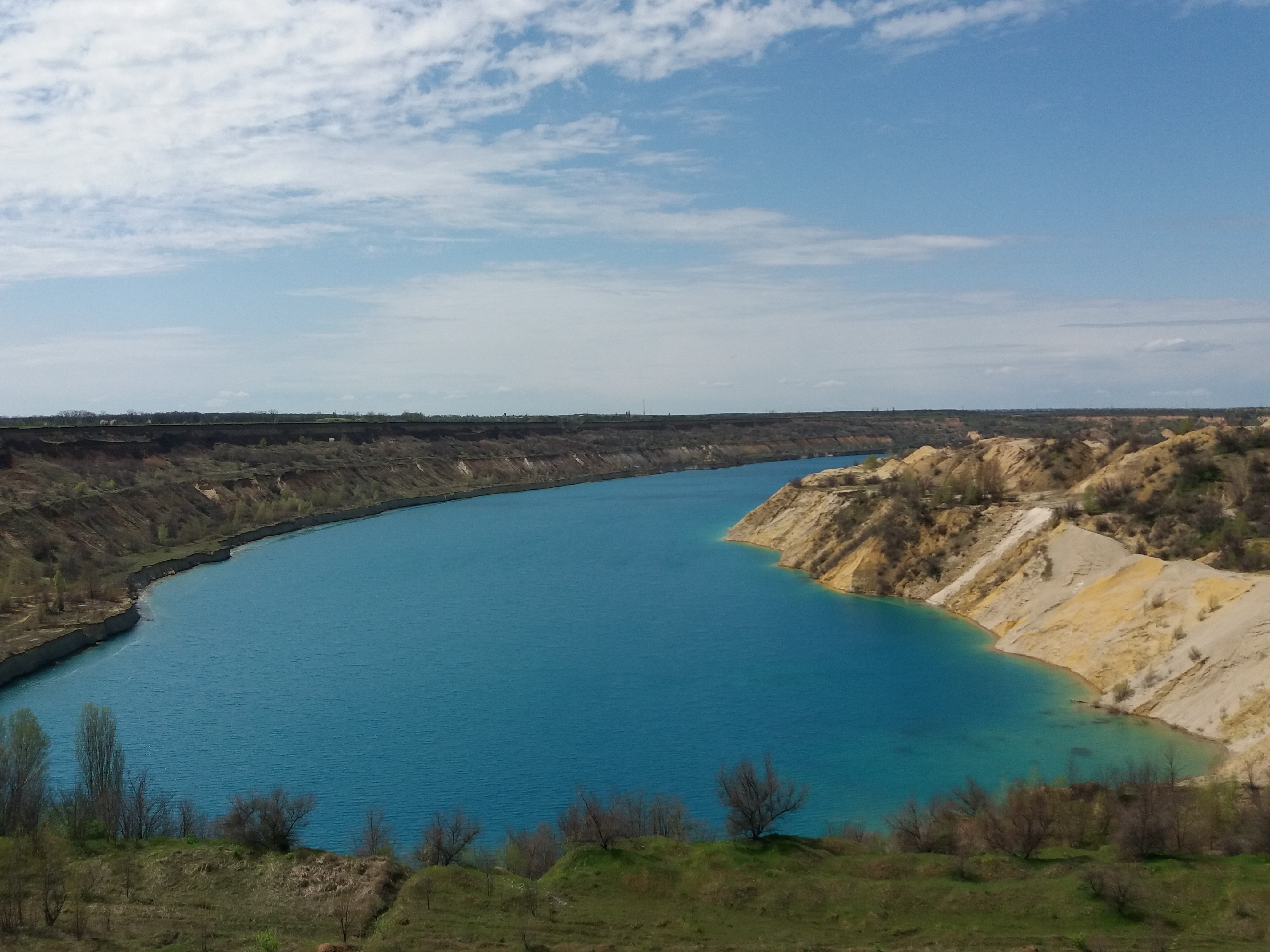
Вид на кар’єр із Новоселівки (травень 2021)
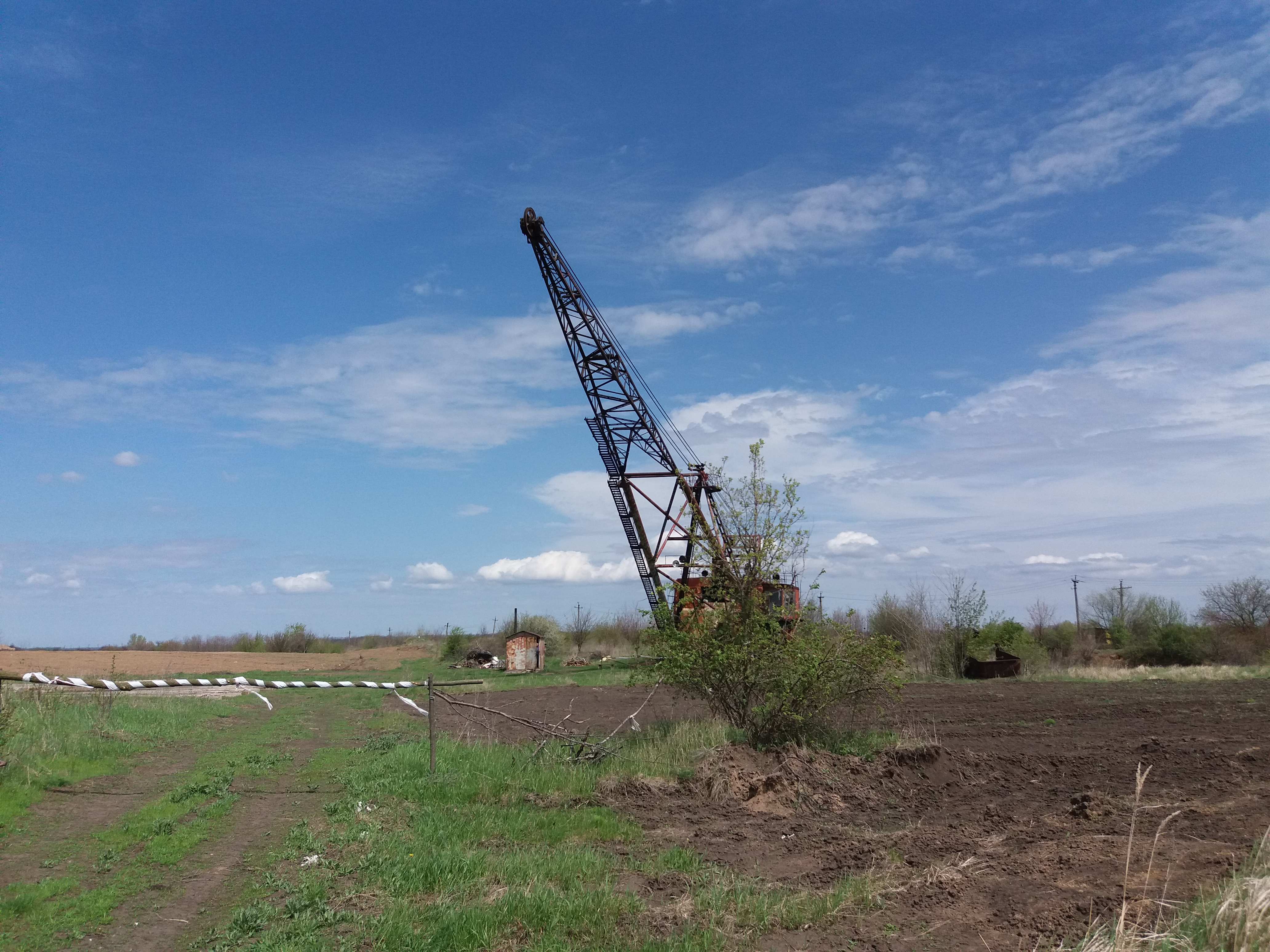
Покинутий драглайн між Пантаївкою та Морозівкою (травень 2021)
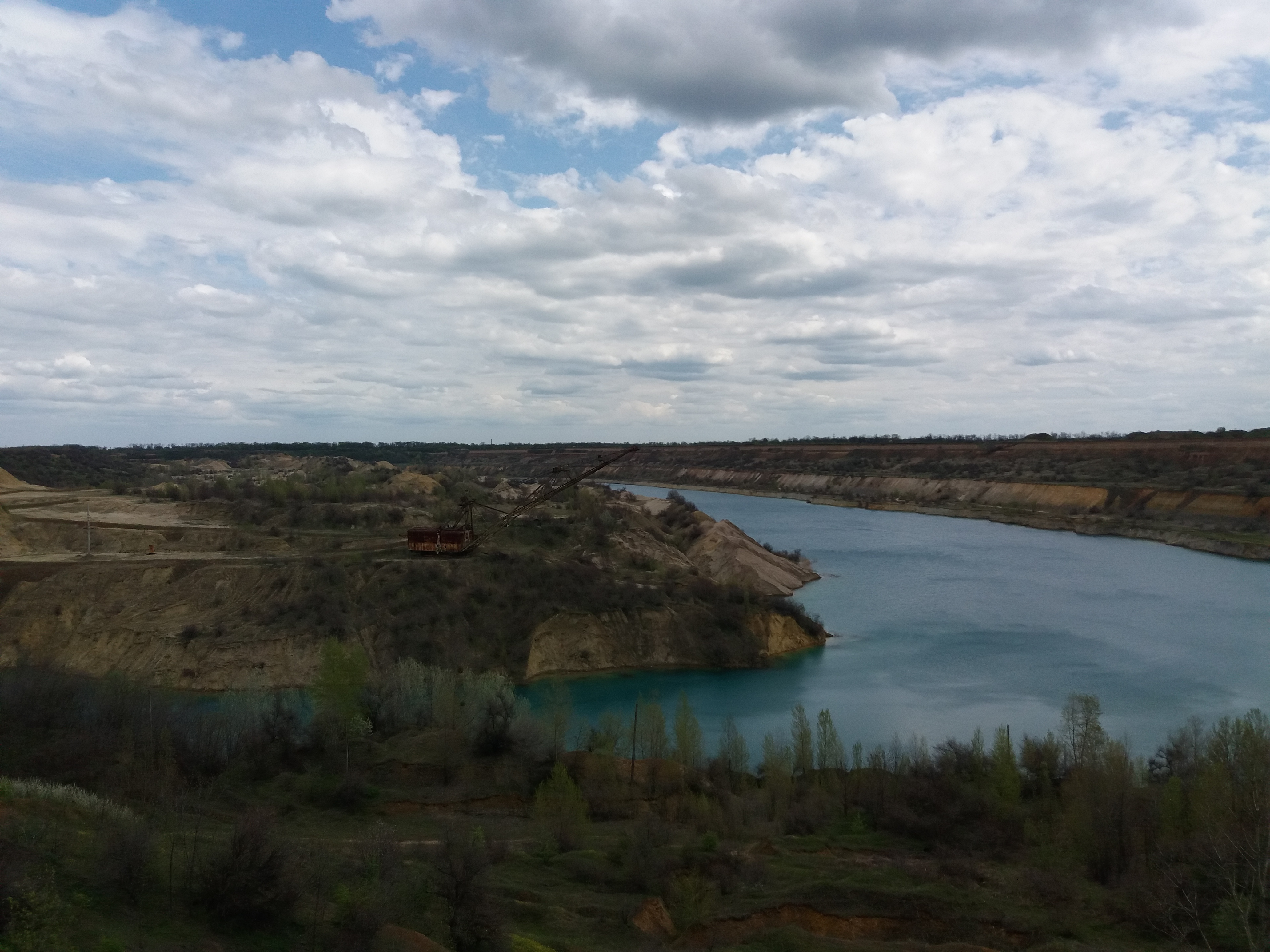
Вид на кар’єр із боку Пантаївки (травень 2021)